# Culicomorpha
Culicomorpha, infrared kukaca u podredu dugoticalaca (Nematocera). Obuhvata dvije natporodice, Chironomoidea i Culicoidea koje karakteriziraju duge tanke noge i ticala. 
Glavne porodice po kojima su natporodice dobile ime su trzalci (Chironomidae) čije ličinke žive na dnu bočatih, sumpornih i onečišćenih voda te vrućih vrela i na ledenjacima. Ovi kukci također kao i komarci lete u velikim rojevima i često vole bosti.
Druga glavna porodica su komarci (Culicidae) čiji su najistaknutiji rodovi Culex, Aëdes i Anopheles. Pripadnici ove porodice izazivaju u tropskim krajvima žutu groznicu i dengu

## Klasifikacija
Chironomoidea
- Ceratopogonidae Grassi, 1900
- Chironomidae Erichson, 1841
- Simuliidae Newman, 1834
- Thaumaleidae Bezzi, 1913
- Culicoidea Malloch, 1917
- Chaoboridae Edwards, 1912
- Culicidae Stephens, 1829
- Dixidae Schiner, 1868